# Liste der britischen Botschafter in Russland
Liste der Botschafter des Königreiches Großbritannien, des Vereinigten Königreiches Großbritannien und Irland und des Vereinigten Königreiches in Russland und der Sowjetunion.

## Botschafter im Russischen Kaiserreich
- 1707–1712: Charles Whitworth, 1. Baron Whitworth
- 1714–1719: Friedrich Christian Weber
- 1714–1715: George Mackenzie-Quin
- 1715–1716: James Haldane
- 1716: George Douglas, 2. Earl of Dumbarton
- 1718–1721: James Jeffereys (zog sich 1719 nach Danzig zurück)

1719–1730: Keine Diplomatische Vertretung
- 1728–1731: Thomas Ward
- 1731: John Campbell, 3. Earl of Breadalbane and Holland
- 1731–1739: Claud Rondeau
  - 1733–1734: George Forbes, 3. Earl of Granard
- 1739–1742: Edward Finch
- 1741–1744: Cyril Wyche[1]
- 1744–1749: John Carmichael, 3. Earl of Hyndford
- 1749–1755: Melchior Guy Dickens

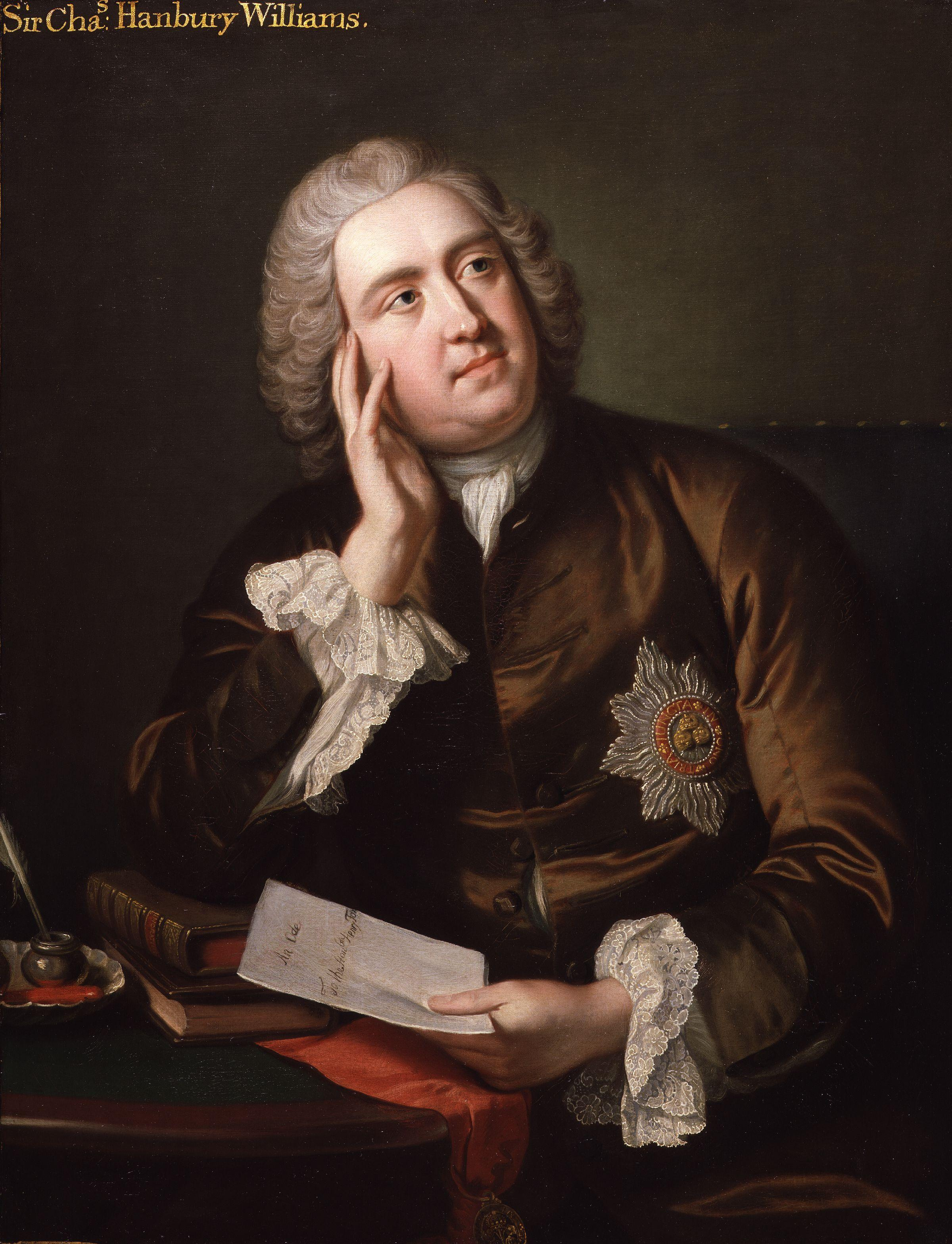
Charles Hanbury Williams (1708–1771)

- 1755–1759: Charles Hanbury Williams
- 1759–1762: Robert Murray Keith
- 1762–1765: John Hobart, 2. Earl of Buckinghamshire

George Macartney (1737–1806)

- 1764–1767: George Macartney, 1. Earl Macartney
- 1766–1767: Hans Stanley (ging nie nach Russland)
- 1767–1768: Henry Shirley
- 1768–1772: Charles Cathcart, 9. Lord Cathcart
- 1772–1775: Robert Gunning, 1. Baronet
- 1776–1783: James Harris, 1. Earl of Malmesbury
- 1783–1788: Alleyne FitzHerbert, 1. Baron St Helens
- 1788–1800: Charles Whitworth, 1. Earl Whitworth
  - 1791: William Augustus Fawkener Spezialauftrag

1800–1801: Keine Diplomatische Vertretung während der Zweiten „Bewaffneten Neutralität“ 1800–01
- 1801–1802: Alleyne FitzHerbert, 1. Baron St Helens
- 1802–1804: John Borlase Warren, 1. Baronet
- 1804–1806: Granville Leveson-Gower, 1. Earl Granville
- 1805–1806: William Cathcart, 1. Earl Cathcart
- 1807: Alexander Douglas-Hamilton, 10. Duke of Hamilton Spezialauftrag
- 1807: Granville Leveson-Gower, 1. Earl Granville

1807–1812: Keine Diplomatische Vertretung nach dem Frieden von Tilsit
- 1812: Edward Thornton Bevollmächtigter mit Sitz in Stockholm
- 1812–1820: William Cathcart, 1. Earl Cathcart
- 1820–1825: Charles Bagot
  - 1820–1824: Frederick Cathcart Bevollmächtigter Minister ad interim
  - 1824–1825: Edward Michael Ward Bevollmächtigter Minister ad interim
- 1825–1826: Percy Smythe, 6. Viscount Strangford
  - 1825–1828: Edward Cromwell Disbrowe Bevollmächtigter Minister ad interim
- 1828–1832: William à Court, 1. Baron Heytesbury
  - 1828–1832: William Temple Bevollmächtigter Minister ad interim
- 1832–1833: Stratford Canning, 1. Viscount Stratford de Redcliffe (Formal Botschafter, aber er ging nicht hin)
  - 1832–1835: John Duncan Bligh Bevollmächtigter Minister ad interim
- 1835–1837: John Lambton, 1. Earl of Durham
- 1837–1838: John Ralph Milbanke Bevollmächtigter Minister ad interim
- 1838–1841: Ulick de Burgh, 1. Marquess of Clanricarde
- 1841–1844: Charles Stuart, 1. Baron Stuart de Rothesay
- 1844–1851: John Bloomfield, 2. Baron Bloomfield
- 1851–1854: George Hamilton Seymour

1854–1856: Keine Diplomatische Vertretung während des Krimkriegs
- 1856–1858: John Wodehouse, 1. Earl of Kimberley
- 1858–1861: John Crampton, 2. Baronet
- 1861–1864: Francis Napier, 10. Lord Napier
- 1864–1867: Andrew Buchanan, 1. Baronet
- 1867–1871: George Vane-Tempest, 5. Marquess of Londonderry

- 1871–1879: Augustus Loftus

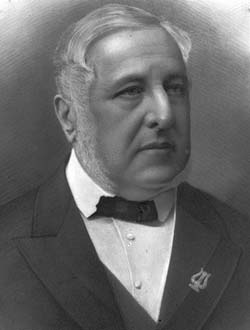
Augustus Loftus (1817–1904)

- 1879–1881: Frederick Hamilton-Temple-Blackwood, 1. Marquess of Dufferin and Ava
- 1881–1884: Edward Thornton
- 1884–1893: Robert Morier
- 1894–1895: Frank Lascelles
- 1895–1898: Nicholas Roderick O’Conor
- 1898–1904: Charles Scott
- 1904–1906: Charles Hardinge, 1. Baron Hardinge of Penshurst
- 1906–1910: Arthur Nicolson
- 1910–1917: George William Buchanan

## Botschafter in der Sowjetunion
1917–1924: Keine Diplomatische Vertretung nach der Oktoberrevolution
- 1924–1929: Robert Hodgson
- 1929–1933: Esmond Ovey
- 1933–1939: Aretas Akers-Douglas, 2. Viscount Chilston
- 1939–1940: William Seeds
- 1940–1942: Richard Stafford Cripps
- 1942–1946: Archibald Kerr, 1. Baron Inverchapel
- 1946–1949: Maurice Peterson
- 1949–1951: David Victor Kelly
- 1951–1953: Alvary Gascoigne[2]
- 1953–1957: William Hayter
- 1957–1960: Patrick Reilly
- 1960–1962: Frank Kenyon Roberts
- 1962–1965: Humphrey Trevelyan
- 1965–1968: Geoffrey Harrison
- 1968–1971: Archibald Duncan Wilson
- 1971–1973: John Killick
- 1973–1976: Terence Garvey
- 1976–1978: Howard Frank Trayton Smith
- 1978–1982: Curtis Keeble
- 1982–1985: Iain Sutherland
- 1985–1988: Bryan Cartledge
- 1988–1991: Rodric Braithwaite

## Botschafter in der Russischen Föderation

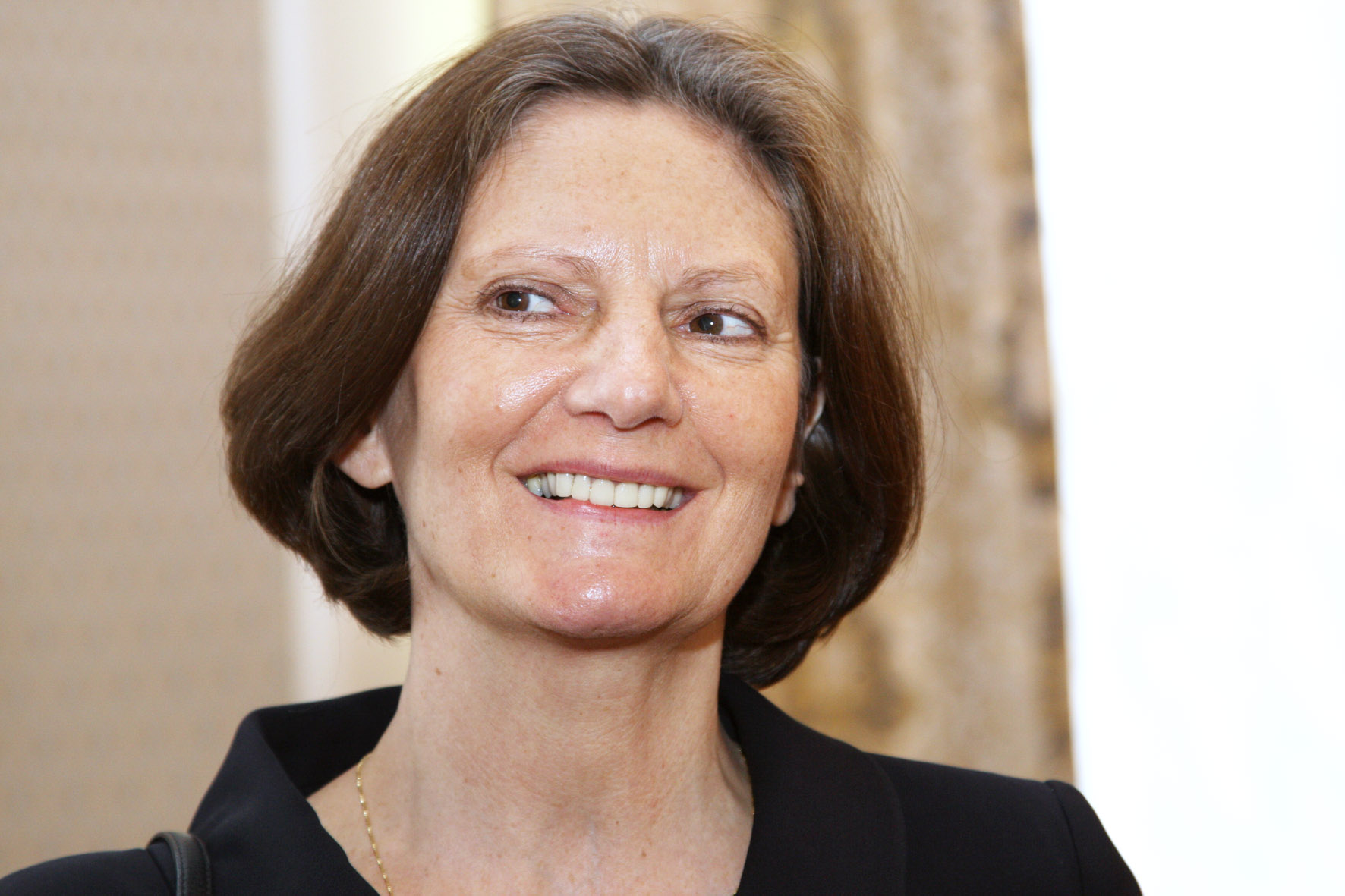
Anne Fyfe Pringle (* 1955)

- 1991–1992: Rodric Braithwaite
- 1992–1995: Brian Fall
- 1995–2000: Andrew Wood
- 2000–2004: Roderic Lyne
- 2004–2008: Anthony Brenton

- 2008–2011: Anne Fyfe Pringle
- 2011–2016: Tim Barrow
- 2016–2020: Laurie Bristow
- 2020– : Deborah Bronnert